# USS Meade (DD-274)
USS Meade (DD-274) là một tàu khu trục lớp Clemson được Hải quân Hoa Kỳ chế tạo vào cuối Chiến tranh Thế giới thứ nhất. Nó là chiếc tàu chiến đầu tiên của Hải quân Hoa Kỳ được đặt theo tên hai anh em Chuẩn đô đốc Richard Worsam Meade (1837-1897) và Thiếu tướng Thủy quân Lục chiến Robert Leamy Meade (1842-1910). Trong Chiến tranh Thế giới thứ hai, Meade được chuyển giao cho Anh Quốc như là chiếc HMS Ramsey (G60) vào năm 1940, và đã tiếp tục phục vụ trong chiến tranh cho đến khi xung đột kết thúc. Nó bị tháo dỡ vào năm 1947.

## Thiết kế và chế tạo
Meade được đặt lườn vào ngày 23 tháng 9 năm 1918 tại xưởng tàu Squantum Victory Yard của hãng Bethlehem Shipbuilding Corporation ở Squantum, Massachusetts. Nó được hạ thủy vào ngày 24 tháng 5 năm 1919, được đỡ đầu bởi cô Annie Paulding Meade; và được đưa ra hoạt động tại Boston, Massachusetts vào ngày 8 tháng 9 năm 1919 dưới quyền chỉ huy của Hạm trưởng, Thiếu tá Hải quân Benjamin F. Tilley, Jr..

## Lịch sử hoạt động

### USSMeade
Sau khi hoàn tất việc chạy thử máy dọc theo vùng bờ Đông, Meade được phân về Hạm đội Thái Bình Dương. Trong hơn hai năm tiếp theo, nó hoạt động từ các cảng thuộc vùng bờ Tây bao gồm San Diego, California và San Francisco, California, tham gia các cuộc cơ động hải đội và hạm đội trong thành phần nhiều hải đội khác nhau. Nó được cho xuất biên chế tại San Diego vào ngày 25 tháng 5 năm 1922 và được đưa về lực lượng dự bị.
Meade được cho nhập biên chế trở lại tại San Diego vào ngày 18 tháng 12 năm 1939 dưới quyền chỉ huy của Thiếu tá Hải quân C. A. Printup. Sau khi quay trở về vùng bờ Đông vào năm 1940, nó hoạt động cùng Hải đội Khu trục 9 trực thuộc Hạm đội Hoa Kỳ. Nó được chọn trong số 50 tàu khu trục được chuyển cho Anh Quốc theo Thỏa thuận đổi tàu khu trục lấy căn cứ. Meade được cho xuất biên chế và chuyển cho Anh Quốc vào ngày 26 tháng 11 năm 1940.

### HMSRamsey
Nhập biên chế cùng Hải quân Hoàng gia Anh như là chiếc HMS Ramsey (G60), nó đã phục vụ tại khu vực Bắc Đại Tây Dương, và sau đó hoạt động như một tàu huấn luyện máy bay. Nó được cho ngừng hoạt động vào ngày 30 tháng 6 năm 1945 và bị tháo dỡ vào tháng 7 năm 1947 tại Boness, Anh Quốc.